# Свободата е наша
„Свободата е наша“ (на френски: À nous la liberté) е френски филм от 1931 година, комедия на режисьора Рене Клер по негов собствен сценарий.
В центъра на сюжета е бивш затворник, издигнал се до ръководител на автоматизиран завод, който среща свой някогашен приятел, осъзнава безсмислеността на живота си и се отказва от новопридобитото си социално положение. Главните роли се изпълняват от Анри Маршан и Реймон Корди.
„Свободата е наша“ е номиниран за награда „Оскар“ за сценография.